# Lista odcinków serialu Rodzina Borgiów
Poniżej znajduje się lista odcinków serialu telewizyjnego Rodzina Borgiów – emitowanego przez amerykańską stację telewizyjną Showtime od 3 kwietnia 2011 W Polsce natomiast był emitowany przez stację HBO Polska od 25 czerwca 2011 i CBS Europa od 4 stycznia 2015 roku.
| Sezon | Sezon | Odcinki | Premiera sezonu  | Finał sezonu    | Premiera        | Finał            | Wydanie DVD      | Wydanie DVD      | Wydanie DVD          |
| Sezon | Sezon | Odcinki | Premiera sezonu  | Finał sezonu    | Premiera        | Finał            | Region 1         | Region 2         | Region 4             |
| ----- | ----- | ------- | ---------------- | --------------- | --------------- | ---------------- | ---------------- | ---------------- | -------------------- |
|       | 1     | 9       | 3 kwietnia 2011  | 22 maja 2011    | 25 czerwca 2011 | 13 sierpnia 2011 | 30 sierpnia 2011 | 5 grudnia 2011   | 20 czerwca 2012      |
|       | 2     | 10      | 3 kwietnia 2012  | 22 maja 2012    | 26 maja 2012    | 28 lipca 2012    | 4 września 2012  | 5 listopada 2012 | 17 października 2012 |
|       | 3     | 10      | 14 kwietnia 2013 | 23 czerwca 2013 | 25 maja 2013    | 29 lipca 2013    | brak danych      | brak danych      | brak danych          |

## Sezon 1 (2011)
| # | Tytuł                  | Tytuł polski           | Reżyseria          | Scenariusz  | Premiera (Showtime) | Premiera (HBO Polska) |
| - | ---------------------- | ---------------------- | ------------------ | ----------- | ------------------- | --------------------- |
| 1 | The Poisoned Chalice   | Zatruty kielich        | Neil Jordan        | Neil Jordan | 3 kwietnia 2011     | 25 czerwca 2011       |
| 2 | The Assassin           | Zabójca                | Neil Jordan        | Neil Jordan | 3 kwietnia 2011     | 25 czerwca 2011       |
| 3 | The Moor               | Maur                   | Simon Cellan Jones | Neil Jordan | 10 kwietnia 2011    | 2 lipca 2011          |
| 4 | Lucrezia’s Wedding     | Ślub Lukrecji          | Simon Cellan Jones | Neil Jordan | 17 kwietnia 2011    | 9 lipca 2011          |
| 5 | The Borgias in Love    | Zakochani Borgiowie    | John Maybury       | Neil Jordan | 24 kwietnia 2011    | 16 lipca 2011         |
| 6 | The French King        | Król Francji           | John Maybury       | Neil Jordan | 1 maja 2011         | 23 lipca 2011         |
| 7 | Death, on a Pale Horse | Śmierć na bladym koniu | Jeremy Podeswa     | Neil Jordan | 8 maja 2011         | 30 lipca 2011         |
| 8 | The Art of War         | Sztuka wojny           | Jeremy Podeswa     | Neil Jordan | 15 maja 2011        | 6 sierpnia 2011       |
| 9 | Nessuno (Nobody)       | Nikt                   | Jeremy Podeswa     | Neil Jordan | 22 maja 2011        | 13 sierpnia 2011      |

## Sezon 2 (2012)
| #  | Tytuł                   | Tytuł polski      | Reżyseria     | Scenariusz   | Premiera (Showtime) | Premiera (HBO Polska) |
| -- | ----------------------- | ----------------- | ------------- | ------------ | ------------------- | --------------------- |
| 1  | The Borgia Bull         | Byk Borgiów       | Neil Jordan   | Neil Jordan  | 8 kwietnia 2012     | 26 maja 2012          |
| 2  | Paolo                   | Paolo             | Neil Jordan   | Neil Jordan  | 15 kwietnia 2012    | 2 czerwca 2012        |
| 3  | The Beautiful Deception | Piękny podstęp    | Jon Amiel     | Neil Jordan  | 22 kwietnia 2012    | 9 czerwca 2012        |
| 4  | Stray Dogs              | Bezpańskie psy    | Jon Amiel     | Neil Jordan  | 29 kwietnia 2012    | 16 czerwca 2012       |
| 5  | The Choice              | Wybór             | Kari Skogland | Neil Jordan  | 6 maja 2012         | 23 czerwca 2012       |
| 6  | Day of Ashes            | Dzień popiołów    | John Maybury  | David Leland | 13 maja 2012        | 30 czerwca 2012       |
| 7  | The Siege at Forli      | Oblężenie Forli   | Kari Skogland | David Leland | 20 maja 2012        | 7 lipca 2012          |
| 8  | Truth and Lies          | Prawda i Kłamstwa | John Maybury  | David Leland | 3 czerwca 2012      | 14 lipca 2012         |
| 9  | World of Wonders        | Świat Cudów       | David Leland  | David Leland | 10 czerwca 2012     | 21 lipca 2012         |
| 10 | The Confession          | Wyznanie          | David Leland  | Guy Bert     | 3 czerwca 2012      | 28 lipca 2012         |

## Sezon 3 (2013)
| #  | Tytuł                 | Tytuł polski      | Reżyseria     | Scenariusz  | Premiera (Showtime) | Premiera (HBO Polska) |
| -- | --------------------- | ----------------- | ------------- | ----------- | ------------------- | --------------------- |
| 1  | The Face of Death     | Oblicze Śmierci   | Kari Skogland | Guy Burt    | 14 kwietnia 2013    | 25 maja 2013          |
| 2  | The Purge             | Czystka           | Kari Skogland | Neil Jordan | 21 kwietnia 2013    | 1 czerwca 2013        |
| 3  | Siblings              | Rodzeństwo        | Jon Amiel     | Guy Burt    | 29 kwietnia 2013    | 8 czerwca 2013        |
| 4  | The Ball of Chestnuts | Bankiet Kasztanów | Jon Amiel     | Guy Burt    | 5 maja 2013         | 15 czerwca 2013       |
| 5  | The Wolf and the Lamb | Wilk i Jagnię     | Kari Skogland | Neil Jordan | 12 maja 2013        | 22 czerwca 2013       |
| 6  | Relics                | Relikwie          | Kari Skogland | Guy Burt    | 19 maja 2013        | 29 czerwca 2013       |
| 7  | Lucrezia’s Gambit     | Gambit Lukrecji   | David Leland  | Neil Jordan | 2 czerwca 2013      | 6 lipca 2013          |
| 8  | Tears of Blood        | Krwawe Łzy        | David Leland  | Neil Jordan | 9 czerwca 2013      | 13 lipca 2013         |
| 9  | The Gunpowder Plot    | Spisek Prochowy   | Neil Jordan   | Neil Jordan | 16 czerwca 2013     | 20 lipca 2013         |
| 10 | The Prince            | Książę            | Neil Jordan   | Neil Jordan | 23 czerwca 2013     | 29 lipca 2013         |